# 宮原美穂
宮原 美穂（みやはら みほ、女性、1996年9月3日 - ）は、日本の空手家である。福岡市早良区出身。全日本空手道連盟組手50kg級の全日本強化選手。

## 人物
兄の影響で7歳から空手を始める。剛柔流正剛館西福岡道場の明吉俊雄師範に師事。帝京高校、帝京大学医療技術学部卒業。帝京大学職員。
2017年1月にKARATE1プレミアリーグで銀メダルを獲得し、7月にはワールドゲームズでも銀メダルを獲得した。
12月に行われた全日本空手道選手権大会の個人組手で準優勝した。
2018年1月には日本スポーツ賞競技団体別最優秀賞を受賞した。同年7月にはアジア選手権で優勝すると、神戸市で開催された世界大学選手権でも優勝し、世界ランキングが2位となった。
同年11月にマドリードで開催された世界選手権に出場し初優勝した。
2021年8月、東京オリンピック空手競技女子組手55キロ級に出場し、予選B組で上位2人に入ることができず準決勝に進めなかった。

## 出演番組
- アスリートの魂 NHK BS1（2017年8月26日）[9]